# Joguina decorata
Joguina decorata is een insect uit de familie van de gaasvliegen (Chrysopidae), die tot de orde netvleugeligen (Neuroptera) behoort. 
Joguina decorata is voor het eerst wetenschappelijk beschreven door Navás in 1930.